# Almorangelav
Almorangelav (Caloplaca luteoalba) är en lavart som först beskrevs av Turner, och fick sitt nu gällande namn av Theodor 'Thore' Magnus Fries. Almorangelav ingår i släktet orangelavar och familjen Teloschistaceae.  Arten är reproducerande i Sverige. Inga underarter finns listade i Catalogue of Life.

## Bildgalleri

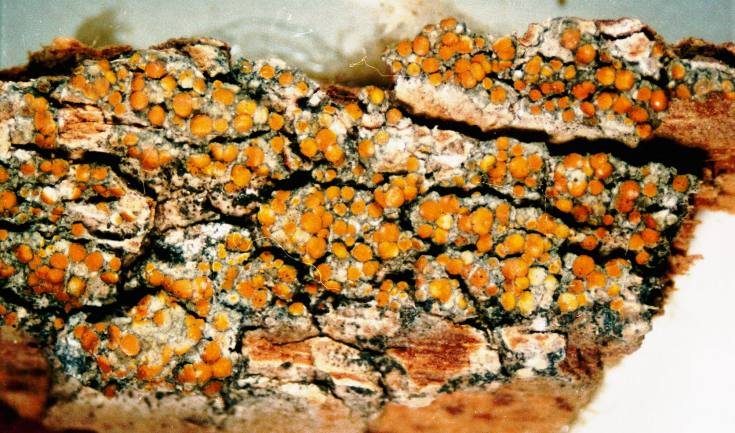
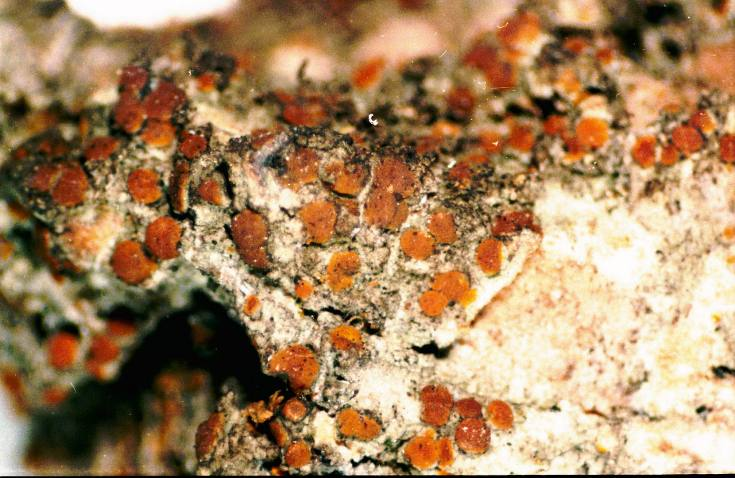
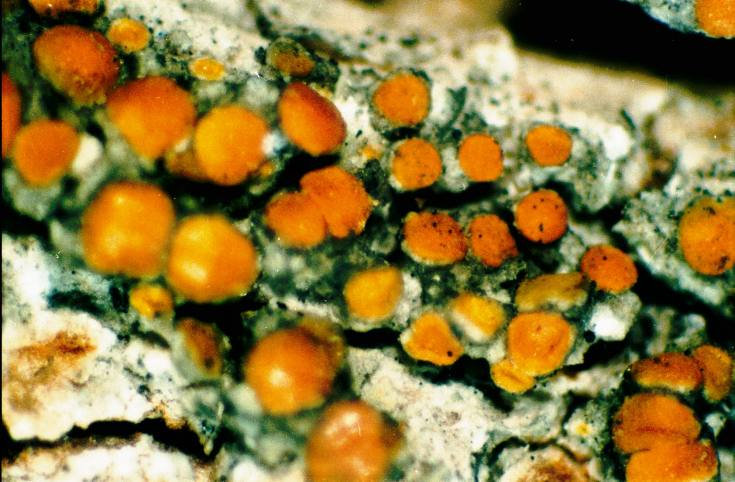
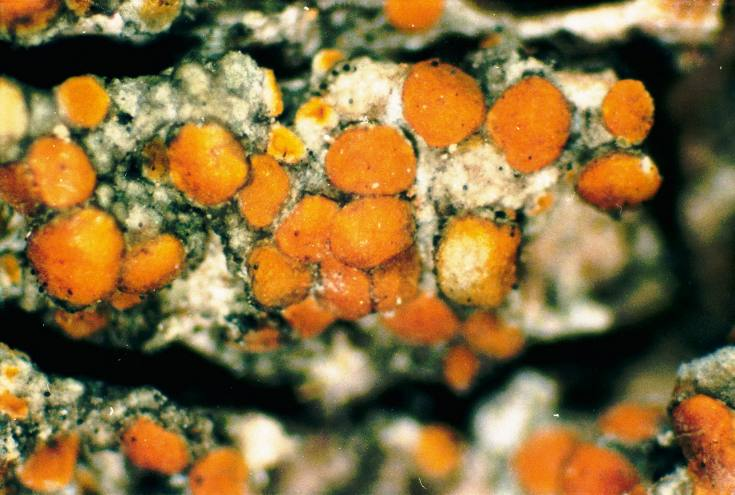
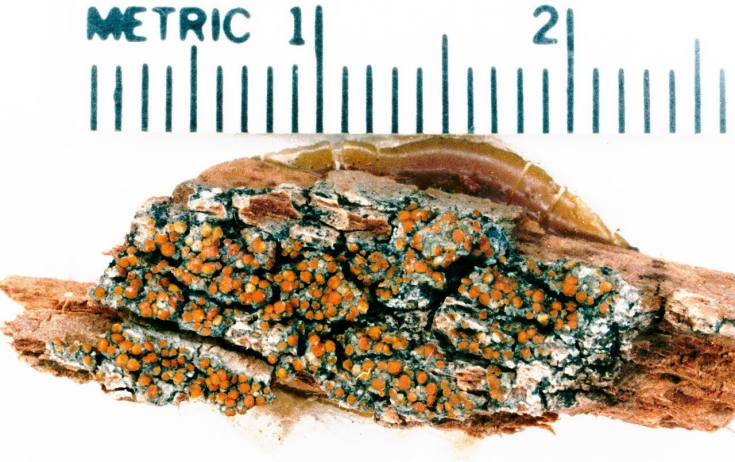